# علي طالب الله
الشيخ علي طالب الله الشيخ
- من مواليد القطينة 1910 .[1]
- المراحل التعليمية:

تلقى تعليمه الأولي والوسطى ومن ثم انتقل الي كلية غردون قسم الاداب التي تخرج فيها مطلع يناير 1930 .

## الوظائف التي تقلدها
- عمل في بداياته بوزارة الشئون الاجتماعية.[1]
- عمل محاسبا بمصلحة الزراعة والغابات وانتقل بين مدينتي دنقلا والخرطوم. بمدينة ودمدني عام1934 م
- ابعد عن خدمة الحكومة في عام 1945 معاد إليها مع تباشير الاستقلال عام 1954 م حيث اختير بوزارة الخارجية رئيس لقسم الصحافة بالوزارة
- اختير مدير لمكتب مقاطعة إسرائيلب وزارة الخارجية حتى تقاعد بالمعاش ولكنه اعيد للخدمة بالمشاهرة في نفس الوظيفة في مطلع يناير 1965
- وظل يؤدي عمله بكفاءة عالية ومما يذكر عن تفوقه عندما كان محاسبا كتب عنه رئيسه البريطاني تقريرا أشاد فيه بعمله وتمكنه من اللغة الإنجليزية والفضل ما شهدت به الأعداء.. كان بتلقائية ظل يشغل وظيفته لأن الخدمة العامة يومئذ يحكمها قانونها الذي لا مكان فيه لما عرف في ما بعد (الولاء قبل الأداء) وعند توقفك صفحة ملف خدمته بالحكومة انه كان منضبطا جدا ومما لاشك فيه انه يعرف ويعرف الكثير من الإداريين والتنفيذيين الذين زاملهم في الدراسة أو في العمل الوطني ولكنه عندما تقدم بطلب تجديد خدمه بالمشاهرة سلك سلوك الموظف المطمئن لقوانين الخدمة العامة
- وظل مديرا لمكتب مقاطعة إسرائيل حتي احيل للتقاعد في بداية عهد مايو 1969 م

## مسيرته السياسية والدينية
و كان من الشباب الموظفين بصفة خاصة الذين نالوا تعليمهم بالكلية قد اطل علي العالم من خلال صحافتة وثقافتة مستفد بمتابعت لماتصدره المطابع في بريطانيا و مصر وبيروت وروسيا

### مساهمته في الحركة الوطنية ودوره فيمؤتمر الخريجين
في كل مدينة من مدن السودان النامية انداحت اندية الخريجين وأصبحت قبلة اللانظار لنشاطاتها الأدبية والثقافية والسياسية وتواجده بمدينة ودمدني عام1934 م اتاح له الفرصة الانفتاح علي نادي الخريجين الذي كان واحة تستريح في ظلها نفوسهم المتعطشه للمعرفة فنهل من منابع الحركة الوطنية المتفتحة علي الواقع فأحسوا بدورهم الوطني نحو بلادهم في سن مبكرة وتصدوا في إيمان وشجاعة وتجرد للواجبات الملقاة عليهم وكانت الثمار الدانية القطوف فتكون مؤتمر الخريجين 1938 م والذي ظل تنظيما جامعا فعالا مؤثرا في الحياة السودانية في مجالاتها المتعددة.
برز دورة المؤتمر عام 1948 م وإبان مقاطعة الجبهة التشريعية انتخب علي طالب الله عضوا من المؤتمر للهيئة الستينيه وهذا دليل لما كان يتمتع بهة من ثقه ولعل هذا مع صفات اخري ميزته وجعلته مقربا جدا للزعيم الازهري وفيما بعد اختاره عضوا في اللجنة الثلاثية مع د. احمد السيد حمد ويعقوب عثمان عقب حوادث الجنوب المؤسفة عام 1955 م لتهدئه الخواطر بالجنوب، وكان لعلي طالب الله دور في الشارع السياسي أبان مقاطعة الجمعية التشريعية وعندما اصدر مؤتمر الخريجين جريدته الناطقة باسمه والتي تعقب علي رئاسة تحريرها الاساتذة محمودالفضلي وعلي حامد عليهم الرحمة اختير علي طالب الله مديرا لجريدة الخريجين المقاومة للاستعمار وكان يطبع المنشورات ضد الإنجليز بمنزله بأم درمان مما ادي الي ايداعه الحبس بتهمة حيازة سلاح غير مرخص ومحاولة اغتيال الحاكم العام حينها روبرت هاو.

## دوره في الحركة الإسلامية في السودان
من الأسباب التي دفعت بعلي طالب الله للانخراط في تنظيم الإخوان المسلمون اطلاعه علي مؤلفات الشيخ حسن البنا عليهالرحمة (نحو النور) (دعوتنا بين الامس واليوم) (إلي أي شئ ندعو الناس) وهو بالحبس ارسل له الامام حسن البنا رسالة عينه فيها مراقبا عاما للاخوان المسلمين بالسودان وقد قام هو ورفاق له مجتهدين امثال عوض عمر الإمام ومحمد كرار والمفتي بتأسيس البنية الأساسية لجماعة الاخوان المسلمين في المدن والأرياف والقري وانضم اليهم ناشطين إسلاميين في الجامعات والمدارس الثانوية. مصر وسار علي طالب الله بعزيمة واصرار حتي أصبح مرشدا عاما للأخوان في السودان.واستطاع تنظيم الاخوان ان يفتتح الدور الثقافية في ام درمان وبحري والأبيض وانتشر نشاط الجماعة علي ايقاعات وتر الدين الحساس عند السودانيين المرهفين لنغمات هذا الوتر وشهد المركز العام للاخوان دوراكان مرتقبا في تجميع الشباب، حيث الرحلات التثقيفية حين كان يشاركهم بعض المصريين المنتدبين بالري المصري امثال دكتور عزالدين إبراهيم وغيره.كانت دائرة الدعوة تتسع بالكلمة الطيبة والقدوة الحسنة، وفي ساحات المدارس والجامعة برزكيان الحركة الإسلامية ولم تلج ان ذاك الأحزاب التقليدية هذة الساحات باستسناء الحزب الشيوعي. انتبه الحكام الإنجليز لما يجري وربطو بين الاخوان والعلاقات الوثيقة التي تجمع الشيخ علي طالب الله، ومحمدعاشورضابط الصيانة بالجيش المصري بالسودان الذي كان يخطب في المساجد فاحتج الإنجليز علي ذلك واستدعى القائد العام للجيش المصري بالسودان علي طالب الله واخبره بانه بصدد نقل محمد عاشور إلي مصرلانه إذا ترك فقد يعتقل مما سيفجر ازمة بين الحكومة البريطانية والمصرية وطلب منه ان تمر النقلية بسلام وهذا مؤشر على ادراك قدرة الاخوان المسلمين على تحريك الشارع ولكن ما ان جاء موعد الوداع بمحطة سكة حديد الخرطوم حتى تجمهر الاخوان وبعض المواطنين وخطب علي طالب الله ورددت معه الجماهير الهتاف وكانت اعين المخابرات ترصد كل شيء هنالك وثائق من المخابرات الأمريكية والبريطانية تختص بأنشطته وحياته منها ماهو موجود الآن بدائرة الوثائق البريطانية وماهو منشور بالإنترنت.وقدم على طالب الله للمحكمة وحوكم بشهرين سجن وكان يومها مراقب عام للاخوان بالسودان وبعد خروجه من المعتقل تسربت معلومات عن فكرة اغتيال الحاكم العام سير روبرت هاو وعلى ضوء تلك المعلومة الأمنية اعتقل علي طالب الله ووجد بحوزته مسدس وقدم لمحاكمة عاجلة ولعدم اكتمال الإدانة حكم عليه بأاربعة أشهر سجن ومن بعدها ابعدعن خدمة الحكومة في عام1945 م ليتفرق للعمل السياسي وظل علي طالب الله كأول مراقب للاخوان المسلمين في السودان بعدها تفرغ للقضية الفلسطينية، عمل بالمجال الدعوي للتبشير بالدين الإسلامي بجنوب السودان وانشأ ودفع الله الحاج يوسف واخرين جمعية التبشير الإسلامي بالجنوب واختير في لجنة الدستور ظل علي طالب الله قبله لكل التيارات الإسلامية والسياسية ونال احترام الجميع وثقتهم الي ان توفاه الله بأم درمان في عام 1984. الشيخ علي طالب الله كانت له مكتبة كبيرة كانت تحوي كتب ووثائق عن فلسطين والإخوان المسلمين.
له مواقف ثرة مع الثوار الإريتريين والإسلاميين في العالم الإسلامي والعربي.